# Tibor Semenďák
Tibor Semenďák (* 3. února 1946) je bývalý československý fotbalista, obránce.

## Fotbalová kariéra
V československé lize hrál za Spartu Praha. Nastoupil ve 101 ligových utkáních a dal 1 gól. V Poháru mistrů evropských zemí nastoupil ve 4 utkáních, v Poháru vítězů pohárů nastoupil ve 2 utkáních a v Poháru UEFA nastoupil ve 4 utkáních. Vítěz Českého a Československého poháru 1971/72. Dorostenecký mistr Československa 1963/64. V nižší soutěži hrál i za TJ VCHZ Pardubice.

## Ligová bilance
| Ročník                                   | Zápasy | Góly | Klub              |
| ---------------------------------------- | ------ | ---- | ----------------- |
| 1. československá fotbalová liga 1967/68 | 17     | 0    | Sparta Praha      |
| 1. československá fotbalová liga 1968/69 | 23     | 0    | Sparta Praha      |
| 1. československá fotbalová liga 1969/70 | 19     | 0    | Sparta Praha      |
| 1. československá fotbalová liga 1970/71 | 15     | 1    | Sparta Praha      |
| 1. československá fotbalová liga 1971/72 | 17     | 0    | Sparta Praha      |
| 1. československá fotbalová liga 1972/73 | 10     | 0    | Sparta Praha      |
| 2. československá fotbalová liga 1974/75 | -      | -    | TJ VCHZ Pardubice |
| CELKEM 1. liga'                          | 101    | 1    |                   |